# Silistra (obchtina)
Silistra (bulgare : Силистра) est une obchtina de l'oblast de Silistra en Bulgarie.